# Dennis Russell Davies

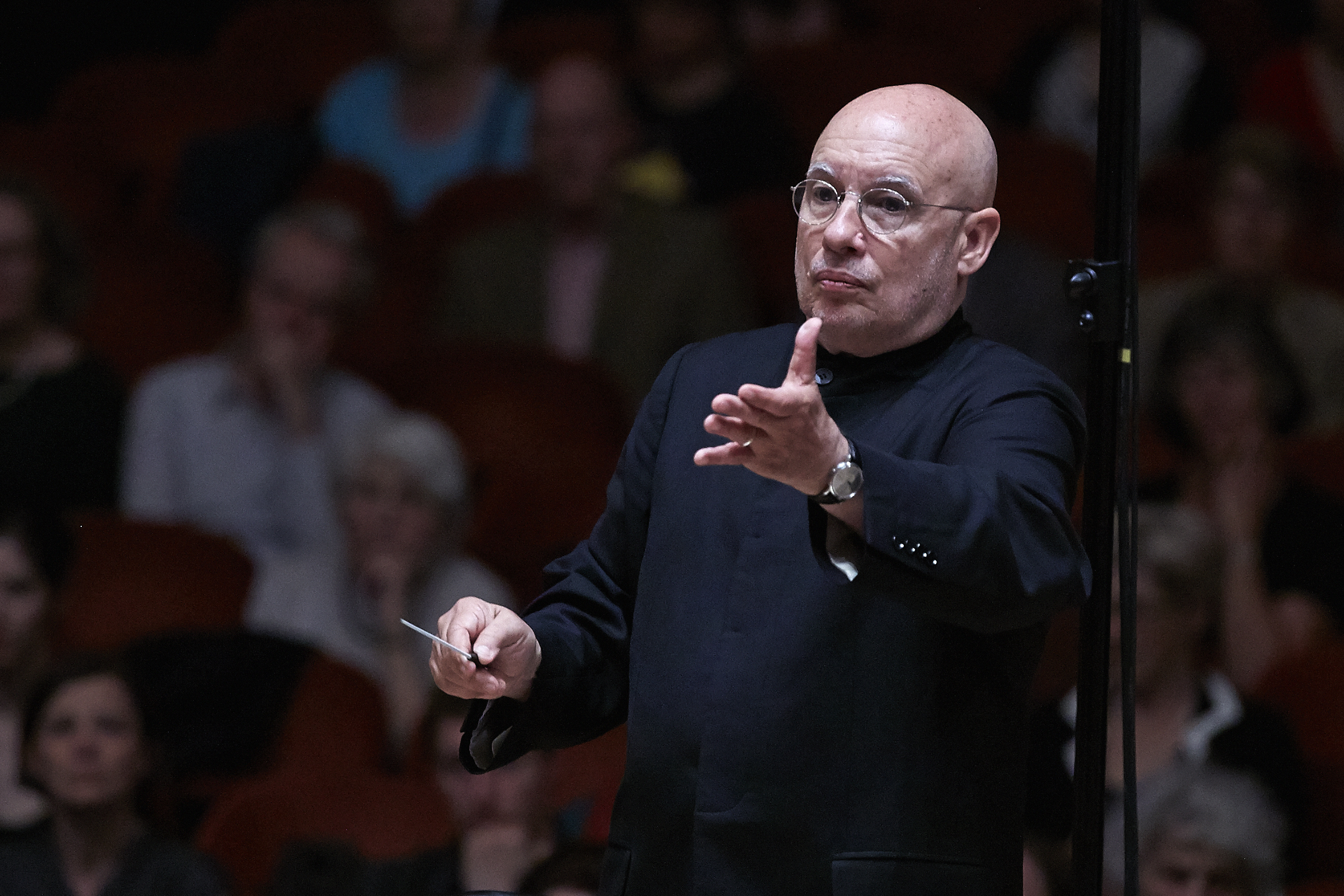
Dennis Russell Davies

Dennis Russell Davies, född 16 april 1944 i Toledo, Ohio, är en amerikansk dirigent och pianist. Han har en bred repertoar från barockmusik till modern musik. 

## Biografi
Davies har studerat vid Juilliard School of Music och började sin dirigentbana som ledare för Saint Paul Chamber Orchestra (1972–80) och för American Composers Orchestra i New York (1977–2002). I Europa hade han uppdrag som chefsdirigent för Württembergisches Staatstheater i Stuttgart (1980–1987) och vid flera orkestrar i Bonn (1987–1995). År 1997–2002 var han chefsdirigent för radioorkestern i Wien. År 1997 blev han utnämnd till professor vid Mozarteum i Salzburg och är även chefsdirigent för Landestheater i Linz sedan 2002.
Davies har gästdirigerat hos symfoniorkestrarna i bland annat Cleveland, Philadelphia, Chicago, San Francisco, Boston, New York Philharmonic, Gewandhausorkester Leipzig, Academia di Santa Cecilia Roma, Orchestra Filarmonica della Scala Milano, Münchener Philharmoniker, Berliner Philharmoniker och Concertgebouworkestern i Amsterdam, Orchestre de la Suisse Romande, samt vid flera festivaler, bland andra vid Bayreuthfestspelen (1978, 1979 och 1980) och Festspelen i Salzburg. 
Davies har samarbetat med flera berömda regissörer som Harry Kupfer, Götz Friedrich, Achim Freyer, Peter Zadek, Robert Altman, Juri Ljubimov, Daniela Kurz, Robert Wilson och Ken Russell.